# Rudolf von Ihering
Caspar Rudolf von Ihering (Aurich, 22 de agosto de 1818-Gotinga, 17 de septiembre de 1892), también conocido como Caspar Rudolf von Jhering, fue un ilustre jurista alemán, así como uno de los mayores filósofos del derecho de Europa y de la historia jurídica continental que inspiraron a varias generaciones futuras.
Maestro, en un primer momento, de la dogmática pandectística, fue después fundador y autor eminente de la sociología del derecho. Sus teorías tuvieron gran trascendencia e influencia en el desarrollo de la doctrina jurídica moderna, especialmente en los campos del derecho civil, penal y constitucional.

## Ortografía y pronunciación del apellido
No hay absoluta claridad acerca de si el apellido debe ser escrito Jhering o Ihering. El propio Ihering no resulta una guía confiable al respecto porque escribía su apellido indistintamente de una u otra forma. Por lo demás, el apellido ha subsistido hasta nuestros días en ambas variantes. En la práctica, la mayoría de los juristas alemanes escribe Jhering con J. Es así, por ejemplo, la forma con I corresponde a una forma ortográfica anticuada.
En una carta de presentación dirigida al Parlamento Alemán, Rudolf von Ihering aclaró que su apellido debía pronunciarse en tres sílabas, lo que indicaría dos cosas: primero, que la pronunciación del apellido no era unívoca, y segundo, que el apellido debía ser pronunciado con sonido vocálico inicial /I/-/e/-/riŋ/. Debido a que la i es una vocal cerrada, la diferencia entre la pronunciación del sonido vocálico y del sonido consonante no es relevante en el habla cotidiana. Por eso, los juristas alemanes pronuncian indistintamente /Ie/-/riŋ/ o /je/-/riŋ/. Por otra parte, no siguen la indicación de Ihering respecto a la cantidad de sílabas, de manera que pronuncian el nombre en dos sílabas, es decir, conformando los sonidos iniciales "Ie" un diptongo.

## Biografía

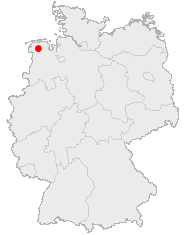
Localización de Aurich, lugar de nacimiento de Ihering

Nacido el 22 de agosto de 1818 en Aurich, perteneciente al Reino de Hannover, se crio en el seno de una familia de juristas y funcionarios de justicia procedente de la Frisia oriental. Recibió una educación de corte aristocrático. Iniciado pronto en la lectura, muy temprano orientó sus gustos hacia la historia y el mundo del derecho.
Su padre, Georg Albrecht Jhering (1779-1825), fue secretario personal y jurisconsulto de los estamentos de Frisia. Publicó Versuch einer wissenschaftlichen Erörterung des Begriffs der Höflichkeit, obra en la que muchos han creído ver la raíz del trabajo de su hijo, pues trataba de la función socializadora de la norma jurídica. Falleció en 1825, cuando Ihering tenía siete años.

### Formación
Ihering desarrolló su carrera durante la crisis que se produjo en la ciencia pandectística alemana a raíz del nacimiento de doctrinas que tendieron a analizar el mundo del derecho tomando como base la realidad social, y no los postulados de la dogmática jurídica alemana, cuya principal base de análisis era la construcción doctrinal sobre conceptos. Así, el autor se formó en el seno de la escuela pandectística, estudiando en las universidades de Heidelberg, Múnich, Gotinga y Berlín.
Su profesor de Gymnasium (equivalente a bachillerato) fue Wilhelm Reuter, abuelo de Ernst Reuter. Sobre él escribió en Lessings Erziehung des Menschengeschlechts (1881), y alabó su «sentido científico», pese a que también le describió en sus clases como un hombre excesivamente idealista.

### Etapa pandectista

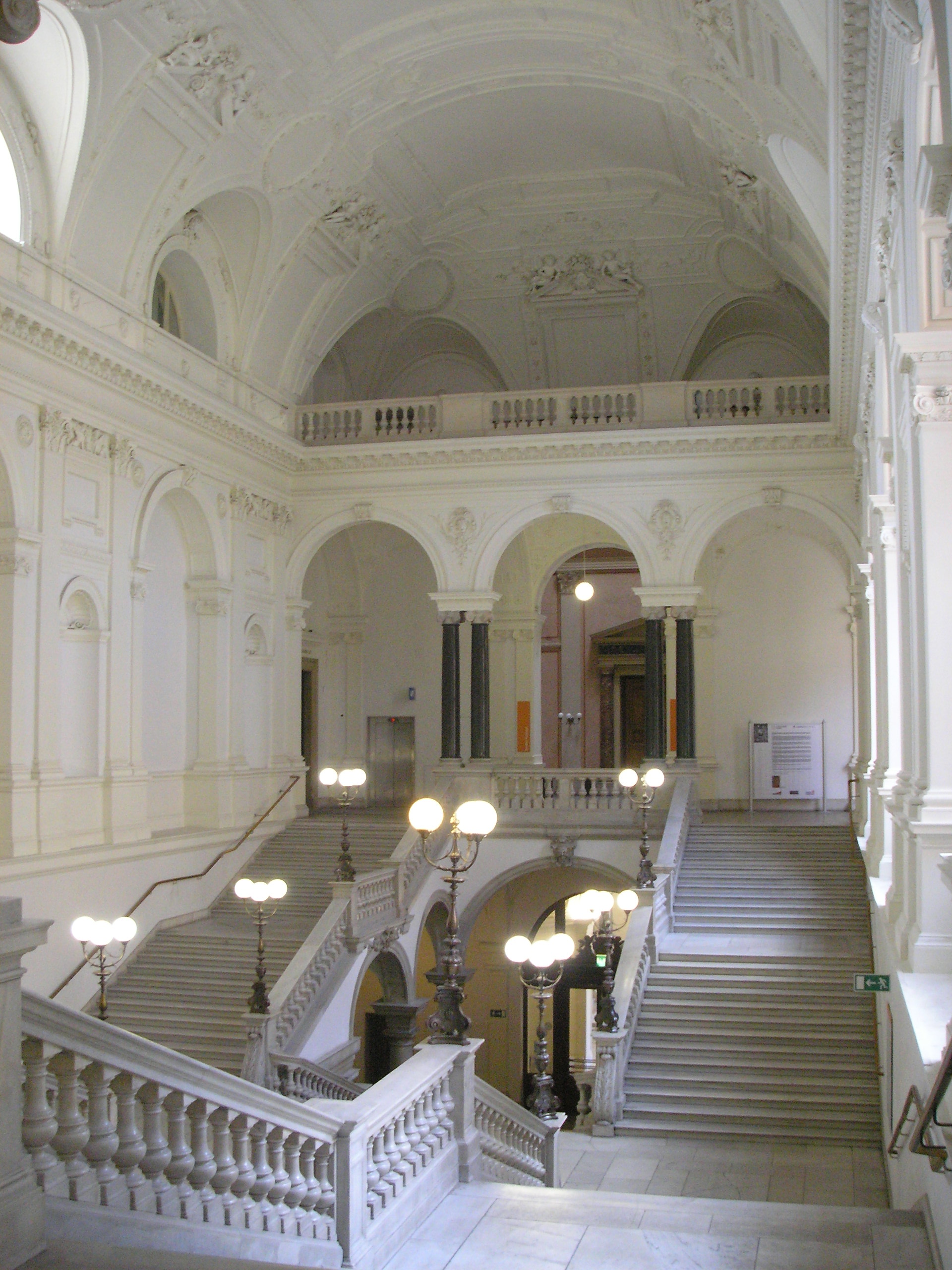
Escalinata de la Universidad de Viena. En este centro, Ihering publicará ¿Es la jurisprudencia una ciencia?.

Posteriormente, en 1843 comenzó su etapa como investigador y docente en la universidad de Berlín. Se trasladó a la universidad de Basilea en 1845, a la de Rostock en 1846 y a la de Kiel en 1849. En esta etapa, su obra se centró en monografías que muestran su total pertenencia a la pandectística, destacando especialmente su Abhandlungen aus dem römischen Recht (1844). En 1846 contrajo matrimonio con Helene Hofmann, de quien enviudó en 1848. En 1849 se casó con Ida Frölich.
Ingresó en 1852 en la universidad de Giessen y ejerció como docente e investigador durante 16 años; en esa etapa publicó su obra más famosa, Geist des römischen Rechts auf den verschiedenen Stufen seiner Entwicklung (El espíritu del Derecho romano en sus diferentes etapas de desarrollo). Dedicó esta obra a Georg Friedrich Puchta, continuando en la línea conceptualista y constructivista en la que se había formado.
En 1858 publicó el segundo volumen de su gran obra, Der Geist des römischen Rechts auf den verschiedenen Stufen seiner Entwicklung, y pese a seguir a grandes trazos la dogmática jurídica alemana, puede apreciarse cierto cambio de dirección que supondría el comienzo de su segunda etapa, alejándose cada vez más de la línea conceptualista de la escuela en la que se había formado y elaborando poco a poco un pensamiento propio e innovador.

### Etapa sociológica
Será en esta etapa cuando formule sus tesis de mayor importancia en la historia del derecho. Así, el punto de inflexión entre un momento y otro será la publicación entre 1861 y 1866 del Vertraulichen Briefen über die heutige Jurisprudenz. Von einem Unbekannten (Cartas confidenciales, en español. Aunque su traducción completa del alemán sería Cartas confidenciales sobre la legislación vigente. A partir de un desconocido). Aquí se puede apreciar cómo la concepción sociológica del Derecho va imponiéndose sobre la concepción dogmática, hasta entonces predominante en él.
En 1866, Ihering se presentó como candidato al Reichstag por las ciudades nororientales de Norden, Emden, Weener y Leer, aunque no consiguió resultar elegido. Después de una intensa campaña electoral, su rival, el comerciante de Emden, Ysaak Brons, le derrotó por ocho votos en la segunda vuelta.
Ida Frölich, segunda esposa de Ihering, murió en 1867, dejándolo de nuevo viudo, esta vez con cinco hijos. Ihering se trasladó a la Universidad de Viena en 1868, año en que publicó Ist die Jurisprudenz eine Wissenschaft? (¿Es la jurisprudencia una ciencia?). En 1869 se casó por tercera vez. Su última esposa, Luise Wilders, era la maestra de sus hijos.
En 1872, coincidiendo con el año en que se trasladó a la Universidad de Gotinga, publicó Der Kampf ums Recht, uno de los mayores bestsellers jurídicos, del que se hicieron cerca de 23 ediciones en alemán hasta la muerte de Ihering. De este pequeño libro existen traducciones para la práctica totalidad de las lenguas mayoritarias, y aun hoy, siguen reeditándose como respuesta a la continua demanda de las facultades de derecho.
Más tarde, en 1877, publica el primer volumen de Der Zweck im Recht (El fin en el derecho), que sería el comienzo de una extensa obra de dos partes y cuatro volúmenes, en la que quedará reflejada otra de las grandes aportaciones de Ihering a la ciencia jurídica, el finalismo. En 1882 publica Das Trinkgeld, libro en el que se aprecia otro gran cambio en el pensamiento del autor, que pasa ahora a renegar por completo del idealismo espiritualista hasta entonces característico del mundo jurídico. El vacío que queda es rellenado por Ihering con las ideas naturalistas y las teorías procedentes del darwinismo social.
Un año después de la publicación, en 1883, del segundo volumen de Zweck im Recht, Ihering da la famosa conferencia Die Entstehung des Rechtsgefühles. Por otro lado, Scherz und Ernst in der Jurisprudenz. Eine Weihnachtsgabe für das juristische Publikum (La broma y la seriedad en la jurisprudencia. Un obsequio de Navidad para el público jurídico) se publica en 1884, considerándose como una de las obras más irónicas y mordientes de Ihering. También en 1884 sale a la luz el primer volumen de la segunda parte de Zweck im Recht, quedando la obra finalmente acabada tras la publicación del último volumen en 1886.
Otra obra de vital importancia en el pensamiento de Ihering es Der Besitzwille. Zugleich eine Kritik der herrschenden juristischen Methode (La Voluntad en la Posesión. Crítica del método jurídico reinante), publicada en Jena, en 1889. Pese a no realizar aquí grandes innovaciones respecto de lo que hasta entonces había expuesto, consigue elaborar una crítica del método tradicional de enfocar el mundo del Derecho, y plantear con claridad los preceptos que más tarde seguiría no sólo la sociología jurídica, sino también la sociología en su conjunto.
Fallece el 17 de septiembre de 1892, a la edad de 74 años, mientras aún era docente en la Universidad de Gotinga. En 1894, dos años después de su muerte, se publica Vorgeschichte der Indoeuropäer (Prehistoria de los Indoeuropeos), obra en la que se analiza el devenir histórico de las culturas indoeuropeas, centrándose en su evolución jurídica. Cabe destacar que está profundamente influenciada por el darwinismo social, patente ya en la propia estructura de la obra: Libro primero, el pueblo padre ario; Libro segundo, arios y semitas; Libro tercero, la partida de los arios de su patria; Libro cuarto, la emigración. Libro quinto, la segunda patria; Libro sexto, origen de los pueblos europeos; Libro séptimo, diferencias entre los pueblos europeos.

## Pensamiento

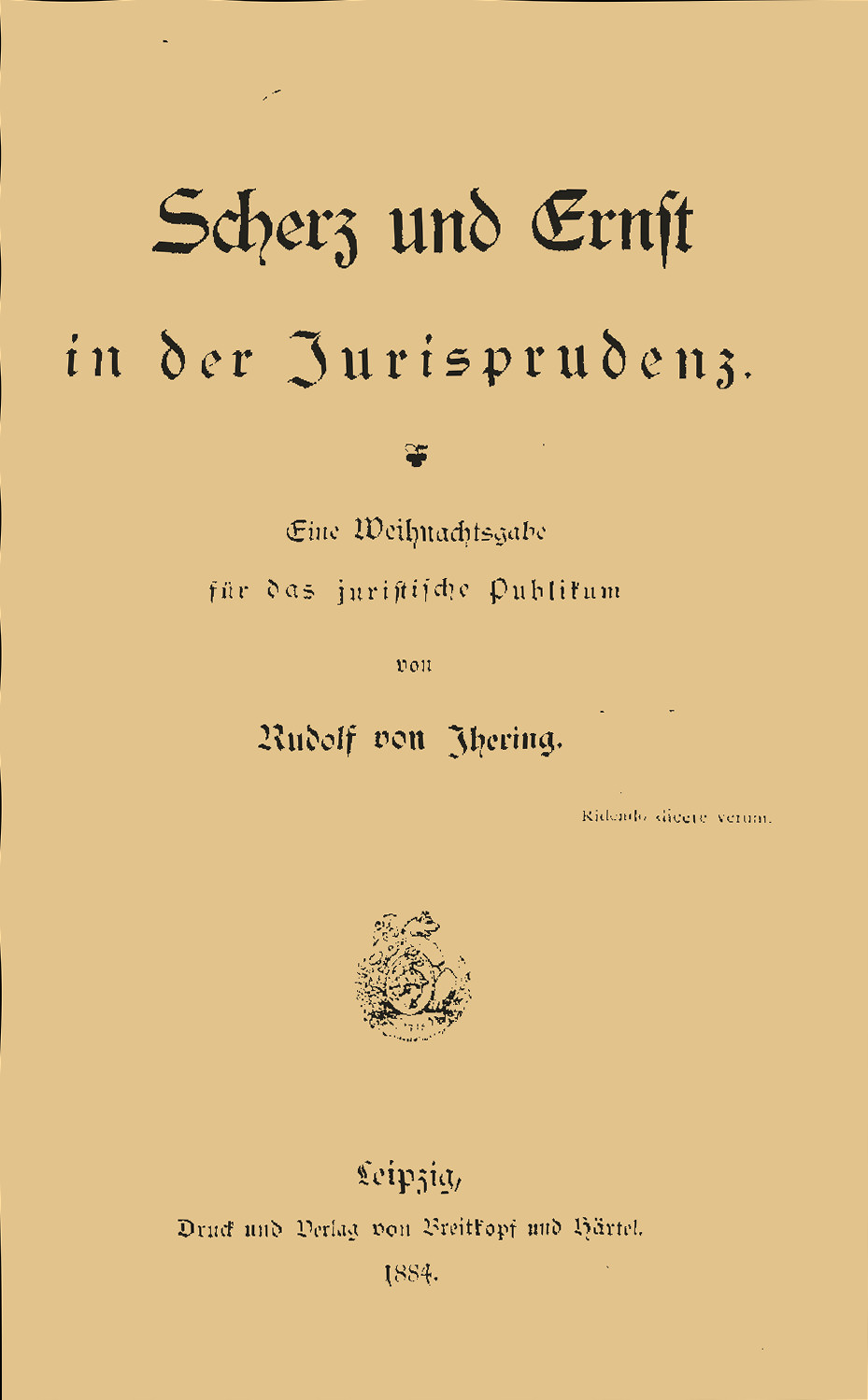
Primera página del Scherz und Ernst in der Jurisprudenz. Debajo del nombre del autor, aparece la frase latina ridendo dicere verum (decir la verdad riendo). La obra se caracterizó por su cáustica ironía.

### Origen del derecho
Ihering teorizó sobre la naturaleza del derecho, situándola en parte en las construcciones doctrinales, pero sobre todo, afirmando que el derecho, en última instancia, era el fruto de la sociedad. Dicho de otra manera, el fenómeno social daba lugar a la producción de conjuntos normativos jurídicos.
Cabe destacar que al contrario que su colega Friedrich Karl von Savigny, Ihering no concebía el derecho como el fruto de una evolución histórica, sino más bien como el producto que elabora una sociedad para resolver los conflictos entre sus integrantes. Además, se desvincula de la teoría de la evolución según la voluntad del pueblo, o Volksgeist, negando la indiferencia o quietud a las que consecuentemente llevaban las tesis de Savigny.

### Evolución y cambio del derecho
Teniendo en cuenta lo dicho anteriormente, Ihering vio al derecho como el resultado de la interrelación de los individuos en una sociedad, que está sometida al cambio por la continua lucha de los sujetos por defender sus intereses, en lo referido al derecho subjetivo, y por eliminar la injusticia, en lo referido al derecho en su conjunto.
Así, Ihering se desmarcó en su pensamiento de la doctrina de la escuela histórica de Savigny y Puchta, hasta entonces dominante, cuyos preceptos conocía profundamente. Frente a la concepción del derecho como el producto de la evolución histórica de un pueblo, Ihering establecerá un elemento individualista activo, por el cual, no es la voluntad del pueblo (Volksgeist), sino la voluntad de «los individuos que luchan» la que hace cambiar y evolucionar al derecho.

### Teoría objetiva de la posesión
El autor, partiendo de sus análisis del derecho romano, desarrollará la teoría objetiva de la posesión, opuesta a la teoría subjetiva elaborada principalmente por su colega Friedrich Karl von Savigny. De esta manera, niega que la posesión requiera un animus domini, como pensaba Savigny. Pese a ello, Ihering admite incluir dentro de la posesión el requisito de intencionalidad, pero equipara tal elemento al ánimo que el sujeto tiene en la mera detentación.
Continuando con el razonamiento, llegará a la conclusión de que esa parte intencional, o animus posesorio, se identifica con el corpus, siendo este último la exteriorización del propósito posesorio. Finalmente, el animus vendría a concretarse en la intención del sujeto de utilizar la cosa para satisfacer sus necesidades e intereses.
Ihering, por todo ello, afirmará que los únicos requisitos de la posesión serán la relación material y el deseo de continuar con aquella relación. De esta manera, a priori, equipara la mera tenencia con la posesión. No obstante, establece que la protección interdictal no es aplicable para la mera tenencia, con lo que sigue existiendo el requisito de causa possesionis que ambos supuestos cumplen, pero se afirma que hay que prestar atención a los detalles de tal requisito. De esta manera, cuando la causa possesionis tiene unos determinados rasgos, como pudiera ser la posesión en interés ajeno, corrompe la figura de la posesión, y la reduce a una mera detentación para la que no cabe protección interdictal.
Tal diferencia tiene gran importancia a la hora de establecer quién ha de soportar procesalmente la carga de la prueba, de manera que el supuesto poseedor sólo tendrá que probar la relación material, mientras que la parte contraria habrá de probar que la causa possesionis concreta pertenece a la categoría que no goza de protección interdictal.

### Responsabilidad precontractual

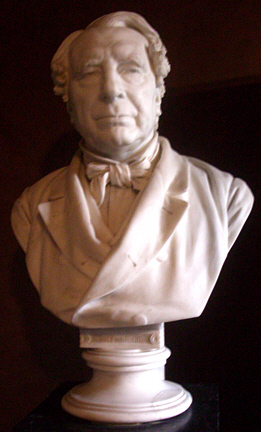
Busto de Rudolf von Ihering, obra de Ferdinand Hartzer, de 1888.

Ihering es el creador doctrinal de la culpa in contrahendo, afirmando que existen multitud de posibilidades que pueden dar lugar a una responsabilidad precontractual, es decir, responsabilidad en los momentos previos a la celebración de un contrato. 
El autor concluirá que a priori no existe vinculación alguna antes de celebrar el contrato, pero que en determinados supuestos, en los que suele ser requisito indispensable la ausencia de buena fe o más exactamente la existencia de culpa en la producción de perjuicios a la otra parte contratante, incurriendo en responsabilidad por culpa in contrahendo. Tal planteamiento ha sido reseñado, por ejemplo, por León (2006) y Saavedra (2011).

### Teoría del interés
Frente a la teoría voluntarista de Savigny y Bernhard Windscheid, Ihering desarrollará la teoría del interés, que planteaba una nueva concepción del derecho subjetivo, cuyo elemento fundamental será el interés que motiva al ordenamiento para otorgar tutela y protección.
Según Ihering, la teoría voluntarista sería excesivamente abstracta, y prestaría demasiada atención al aspecto formal de la voluntad. Acorde a su pensamiento, era necesario un giro realista de la doctrina, de manera que las tesis doctrinales siguieran a la práctica jurídica del día a día, y no al revés, como proponía la teoría savigniana.
Cabe destacar que se plantea una división conceptual del derecho subjetivo, de la que resultará, por un lado, un elemento material, que es la satisfacción del interés, y por otro lado, un elemento formal, que está constituido por la decisión que toma el ordenamiento jurídico de aplicar sus facultades tuitivas o protectoras.

### Derecho como lucha
Esta teoría la publica Ihering en Der Kampf ums Recht (1872) o (La lucha por el Derecho). Según sus planteamientos, el Derecho es una idea que parte de su propia antítesis, es decir, por un lado tiene el objetivo de conseguir la paz social, y por otro es en esencia la lucha contra aquello que la perturba. Así, el Derecho se encargaría de dictar normas que regulasen las relaciones dentro de una sociedad, y a la vez, se encargaría de luchar contra el injusto jurídico.
Ihering llegará a afirmar que el Derecho que no luchase contra la injusticia se negaría a sí mismo. Según él, todo derecho subjetivo es el resultado de un pulso, de una fricción social, y que por lo tanto, primero es la lucha y después el Derecho. De esta manera afirma en Der Kampf ums Recht que «todo Derecho en el mundo tuvo que ser adquirido mediante la lucha».
El concepto de «lucha» que maneja Ihering tiene profundas connotaciones en cuanto a la posición activa del individuo en la construcción del Derecho, y se contrapone a las tesis defendidas por Friedrich Puchta, Gustav von Hugo y Savigny, que como se dijo anteriormente, concebían el Derecho como la manifestación de la historia de un pueblo, completamente ajena a la intervención activa del hombre, o a la actitud combativa del individuo.

### La lucha en el campo moral
Siguiendo su concepción del Derecho como constante lucha del individuo, Ihering llega a hablar de la lucha como un deber ético del propio individuo, de manera que consigue enlazar el campo normativo jurídico con el campo normativo moral. Así, el origen último del Derecho tendría una motivación ética, es decir, partiendo de una norma moral por la que luchan los individuos, terminaría asentándose una norma jurídica.
Además, Ihering planteará una serie de rasgos de esa lucha por imponer el principio moral del individuo, según los cuales, la persona tiene un deber ético de atacar la injusticia, entendiendo el concepto como una culpa originaria (Schuld) por la que el individuo tiene que responder ante la sociedad y ante sí mismo. Así pues, la injusticia ha de ser repudiada y atacada por la persona, bien sea una injusticia cometida contra él, bien sea una injusticia cometida contra otras personas.
Hay que destacar que muchos autores han señalado que el elemento clave en el razonamiento de Ihering es entender justicia e injusticia desde un punto de vista moral, y no jurídico, de manera que en esencia, al individuo ha de serle indiferente el que la injusticia esté o no reflejada en los cuerpos legales.
Así, el concepto de lucha moral por el Derecho y contra el injusto de facto o de iure, será a la vez el nexo de unión entre Derecho y moral, así como el motor del cambio y evolución del Derecho.

### Finalismo

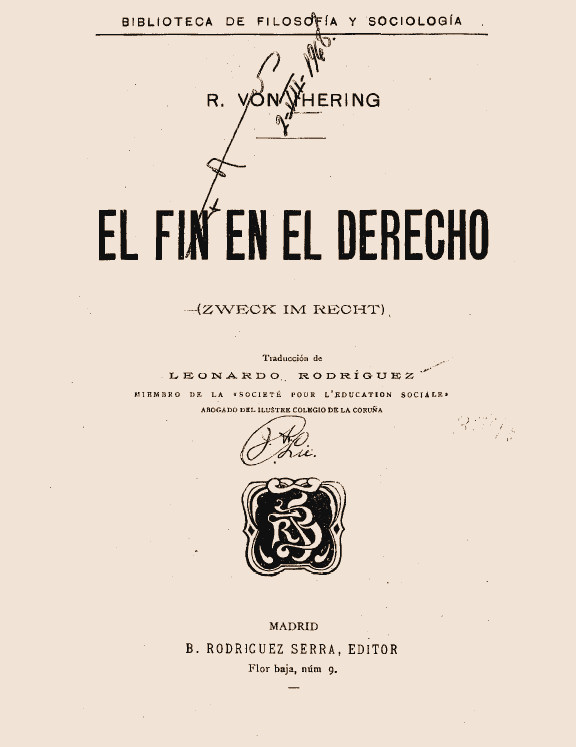
Portada de la primera traducción al español de Der Zweck im Recht

Partiendo de la teoría de la razón suficiente, según la cual no existe la causa sui, Ihering adoptará de pleno la ley de la causalidad y la aplicará también a la voluntad de la persona. Según este razonamiento, la voluntad obra debido a una motivación, presentándose siempre una causa, una «razón suficiente».
Distinguirá además las dos caras de la causalidad. Afirmará que existe, por un lado, la «causa mecánica», es decir, aquella que físicamente es causa eficiente de un determinado suceso (la piedra cae a causa de la gravedad). Pero por otro lado, habla de una «causa psicológica», que sería aquella que Ihering identifica con la «causa final», afirmando que es la razón única que mueve a la voluntad a actuar.
El autor analizará profundamente el concepto de «voluntad», atribuyéndosela a todo animal, y describiendo la influencia que la experiencia tiene a la hora de fijar las decisiones en uno u otro sentido. Concretando ya en el supuesto de la voluntad de los hombres, afirma que el «querer» humano tiene unas condiciones particulares que no se manifiestan en el resto de animales. De esta manera, afirmará que la ley de la finalidad supone la figuración mental de una situación futura que puede ser más o menos atractiva para el sujeto, y que le moverá a actuar de una u otra forma.

### Jurisprudencia de intereses y jurisprudencia de conceptos
Las complejas construcciones conceptuales de la doctrina pandectística alemana dan lugar a la concepción de la «jurisprudencia de conceptos», que se centra en establecer un cuerpo jurídico coherente con base en la lógica del Derecho. El principal medio de construcción y elaboración doctrinal consiste en la deducción de ideas desde los conceptos jurídicos preexistentes.
Ihering, tras desmarcarse de esta doctrina, apuntará a una «jurisprudencia de intereses», cuyo objeto primordial de estudio serían los intereses reales que la sociedad contemplaba, así como la regulación y ordenación de estos por parte del ordenamiento jurídico. Así pues, se descarta por completo la existencia de una «voluntad abstracta del Derecho» a la que deban ir encaminadas las distintas normas jurídicas. Se resalta, en su defecto, un nuevo centro al que deben estar orientadas las normas jurídicas, que es precisamente el conjunto de intereses de una sociedad, que han de ser garantizados por el ordenamiento jurídico.
De esta manera, Ihering dirá que el Derecho ha de tener como objetivo un fin social, desdeñando la importancia que la pandectística daba al aspecto formal de la construcción jurídica. El concepto de «fin social» entronca con la teoría finalista del autor.

### Antijuridicidad
Acorde con sus planteamientos sobre el «Derecho como lucha», y siendo coherente con su concepto sobre el derecho subjetivo y con sus teorías finalistas, llega a la conclusión de que hay actuaciones humanas que producen una perturbación de la paz social al atentar contra intereses jurídicamente protegidos.
A esas situaciones perturbadoras les atribuye un carácter «antijurídico», es decir, destaca su carácter dañoso para los bienes jurídicos que el ordenamiento protege. El concepto de antijuridicidad tendrá una gran relevancia a la hora de analizar una determinada acción o conducta.
La aplicación de la figura de la antijuridicidad se extenderá en el ámbito civil y muy especialmente en el campo del Derecho penal, donde se llega a incluir dentro de la teoría del delito como un elemento necesario para que la acción típica sea considerada delictiva.

### Racionalismo y dialéctica
Tras haber negado el espíritu irracionalista de la escuela histórica, Ihering se acerca al racionalismo hegeliano. No obstante, su postura difiere de la «dialéctica lógica del concepto» defendida por el planteamiento del idealismo de Hegel, de manera que aplica su teoría finalista para desposeer al concepto de un papel activo en la evolución histórica del Derecho.
En su lugar, introduce una «dialéctica práctica compelente del fin», estableciendo así una doctrina que toma como base la finalidad del sujeto, de manera que se aleja del marcado carácter filosófico que la explicación hegeliana conlleva, y opta por un camino en el que predomina la fundamentación histórica y sociológica en el análisis del desarrollo jurídico.

## Obras

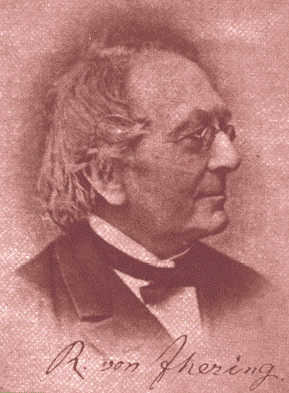
Retrato autografiado de Rudolf von Ihering

- Abhandlungen aus den römischen Rechts (1844)
- El espíritu del Derecho romano en sus diferentes etapas de desarrollo (Geist des römischen Rechts auf den verschiedenen Stufen seiner Entwicklung, vol.I 1852, vol. II 1865): Define el derecho subjetivo como interés jurídicamente protegido.
- Cartas confidenciales (Vertraulichen Briefen über die heutige Jurisprudenz. Von einem Unbekannten, 1861-1866):
- ¿Es la jurisprudencia una ciencia? (Ist die Jurisprudenz eine Wissenschaft?, 1868)
- Ueber den Grund des Besitzesschutzes: eine Revision der Lehre vom Besitz (1869).
- La lucha por el Derecho (Der Kampf ums Recht, 1872): Desarrolla la teoría de que la norma jurídica viene a ser una imposición que se consigue mediante la lucha. «El Derecho se impone a través de la lucha».
- El fin en el Derecho (Der Zweck im Recht, vol.I 1877): Afirma que el aspecto de las conductas a las que debe prestar atención el Derecho debe ser el objetivo que tales conductas persigan. «La finalidad es el elemento configurador de los institutos jurídicos».
- Lessings Erziehung des Menschengeschlechts (1881).
- El fin en el Derecho (Der Zweck im Recht, vol. II 1883).
- Das Trinkgeld (1882).
- Bromas y veras en la ciencia jurídica (Scherz und Ernst in der Jurisprudenz. Eine Weihnachtsgabe für das juristische Publikum, 1884)
- Die Entstehung des Rechtsgefühles (1884): Conferencia en la que participaría Ihering, y de cuya intervención se extractaría un libro. La última edición realizada data de 1986, de Neapel.
- La Voluntad en la Posesión. Crítica del método jurídico reinante (Der Besitzwille. Zugleich eine Kritik der herreschenden juristischen Methode 1889)
- El Derecho de la vida cotidiana (Die Jurisprudenz des täglichen Lebens 1891).
- Prehistoria de los Indoeuropeos (Vorgeschichte der Indoeuropäer 1894): Obra póstuma que analiza el devenir histórico de los pueblos indoeuropeos.

### Biografías sobre el autor
- Behrends, Okko. «Biographisches Lexikon für Ostfrieslandde». Archivado desde el original el 7 de abril de 2009. Consultado el 2006.
- D'Ors, Álvaro (1980). Nuevos papeles del oficio universitario. Madrid: Editorial Rialp. ISBN 84-321-2014-6.

### Ediciones traducidas del autor
- Ihering, La lucha por el Derecho, trad. Adolfo Posada y Biesca, ed. Librería de Victoriano Suárez, Madrid, 1881.
- Ihering, El fin en el Derecho, trad. Leonardo Rodríguez, ed. Rodríguez Serra, Madrid, 1911.
- Ihering, Bromas y veras en la ciencia jurídica, trad. Tomás A. Banzhaf, ed. Thomson-Civitas, Madrid, 1987, ISBN 84-470-0147-4.
- Ihering, El Derecho de la vida cotidiana, trad. de Emilio Valiño, ed. Tirant lo Blanch, Valencia, 1993, ISBN 84-8002-073-3.
- Ihering, El espíritu del Derecho romano en las diversas fases de su desarrollo, traducción de Enrique Príncipe y Satorres. Estudio preliminar de José Luis Monero Pérez, Ed. Comares, Granada, 1998, ISBN 84-8151-726-7.
- Ihering, ¿Es el Derecho una ciencia?, Ed. de los fragmentos póstumos de Okko Behrends, trad. de Federico Fernández-Crehuet López, Ed. Comares, Granada, 2002, ISBN 84-8444-546-1.
- Ihering, La Voluntad en la Posesión. Crítica del método jurídico reinante, editado por el Tribunal Superior de Justicia del Distrito Federal, México, 2003.
- Sobre el nacimiento del sentimiento jurídico. Edición de Federico Fernández-Crehuet.